# فيليب غريني
فيليب غريني (بالإنجليزية: Philip Greene)‏ هو معلق رياضي وصحفي أيرلندي، ولد في 2 أكتوبر 1920 في Broadstone, Dublin ‏ في جمهورية أيرلندا، وتوفي في 15 مايو 2011.

## روابط خارجية
- فيليب غريني على موقع أوليمبيديا (الإنجليزية)